# Francis McNamara (Rennwagenbauer)
Francis Eugene McNamara (* 17. August 1938 in Galesburg, Illinois) ist ein US-amerikanischer ehemaliger Rennwagenbauer und Gründer der Firma McNamara Racing.

## Leben
McNamara wuchs bei seinen Großeltern auf, nachdem die Eltern verstorben waren. Das Reparieren von Autos und Schweißen brachte er sich selbst bei. Er schrieb sich 1954 bei der US Army ein und diente in Okinawa, Thailand und Vietnam. 1966 wurde er bei den Green Berets zum Leutnant befördert und anschließend nach Deutschland versetzt, wo er in der Flint-Kaserne in Bad Tölz diente.
In seinem damaligen Wohnort Lenggries gründete er die Firma McNamara Racing, die Markenformel-Wagen (Formel V und Formel Ford), Formel-3-Wagen und mehrere Indy-Cars baute, Tourenwagen präparierte und betreute. Nachdem er in den USA eigene Rennerfahrung auf Midget-Cars, in Sprintrennen und NASCAR-Stockcars gesammelt hatte, übte er die Rennfahrerei auch in Deutschland aus und trat erst auf Fremdfabrikaten, später auf seinen eigenen Produkten bei Berg- und Rundstreckenrennen an. 

### Familie
Seine spätere Ehefrau Bonnie Kiplinger aus Washington D.C. (* 21. Juli 1939) lernte Francis McNamara 1966 kennen, als er sich vom 100 m hohen Dach der Haupttribüne des Trenton-Raceways (heute: Trenton Speedway) abseilte. Sie trat als Luftakrobatin auf der New Jersey State Fair auf. Sie war die begüterte Tochter der amerikanischen Zeitungsverlegerin LaVerne Kiplinger. Mutter und Tochter engagierten sich finanziell in McNamara Racing.
Bonnie McNamaras plötzlicher Tod am 21. Juni 1971, mutmaßlich durch eine selbst herbeigeführte Vergiftung mit Schlaftabletten, leitete das Ende von McNamara Racing ein. Nach dem Tod seiner Frau und dem wirtschaftlichen Zusammenbruch seines Unternehmens setzte er sich in die USA ab.

## Ehrungen
- Combat Infantryman Badge
- US-amerikanisches und vietnamesisches Fallschirmjägerabzeichen